# 胡氏祖祠
胡氏祖祠，位于中国广东省汕头市潮南区峡山镇华桥乡，现为潮南区文物保护单位，类型为古建筑，公布时间为2001年3月2日。
胡氏祖祠的历史年代为明代。